# دیلی اکسپرس
دیلی اکسپرس (انگلیسی: Daily Express)، یک روزنامه روزانه نیم‌قطع انگلیسی است که زیرمجموعه شرکت نورتون اند شل مدیا بوده و از سال ۱۹۰۰ میلادی تاکنون منتشر می‌شود. دفتر رسمی این روزنامه در لندن قرار دارد.